# Oonagh
Oonagh (pronúncia em alemão: [ˈuːnäːɣ] — Wolfsburg, 16 de abril de 1990) é uma cantora, atriz e musicista alemã.

## Biografia
Senta-Sofia Delliponti nasceu em 16 de abril de 1990, em Wolfsburg, cidade do norte da Alemanha. Seu pai, Maik, é pizzaiolo italiano, e sua mãe, Elena, é professora de música búlgara. Seu nome foi inspirado na atriz austríaca Senta Berger na capital da Bulgária, Sófia. Ainda estudante, começou a participar do concursos de música utilizando o seu nome, Senta-Sofia. Depois de terminar o colegial, em 2006, se matriculou na Escola de Música e Artes Cênicas Charlottenburg, onde estudou de 2007 a 2010.

## Carreira musical

### 2003: Star Search e The Kids
Ainda estudante, Oonagh estrelou o musical "Jim Knopf", inspirado em um livro infantil. Em 2003, cantou em um show de talentos chamado "Star Search", transmitida pelo canal Sat.1. Ela participou na categoria "ato musical de 10 à 15 anos" e chegou às finais do concurso, ficando em segundo lugar no placar final.
O concurso resultou em um grupo musical chamado The Kids, que lançou o primeiro single chamado "Smile", que alcançou o 5º lugar na parada musical da Alemanha. Integrado por Senta-Sofia, Daniel Siegert, Jenniffer Kae e Bill Kaulitz, o grupo participou de programas televisivos, apresentações em grandes espetáculos e em especiais de fim de ano na TV.

### 2006: Carreira solo
Em 2006, ela lançou seu primeiro single solo. "Scheißegal", tinha estilo pop punk, e alcançou a 69ª posição nas paradas alemãs.

## Discografia
- 2014: Oonagh
- 2015: Aeria